# Чудотворні ікони Тернопільської області
Чудотворні ікони Тернопільської області — християнські святині Тернопільщини.

## Короновані
- Ікона Божої Матері Зарваницької,
- Ікона Розп'ятого Спасителя Зарваницька,
- Почаївська ікона Божої Матері,
- Ікона Матері Божої Теребовлянської Одигітрії,
- Тернопільська чудотворна ікона Божої Матері (плачуча),
- Збаразька чудотворна ікона Божої Матері (Коронована) — зберігається у Збаразькому замку.
- Буцнівська чудотворна ікона Божої Матері — зберігається в парафіяльній церкві Непороч. зачаття Пречистої Діви Марії у с. Буцнів Тернопільського району (копія Ченстохов. чудотвор. ікони), 25 квітня 1737 її чудотворність підтвердив Львів. митрополит Афанасій Шептицький (відомо понад 100 чудесних зцілень);

## Некороновані
- Бережанська чудотворна ікона Божої Матері — зберігається в соборі св. Трійці в м. Бережани (привезли XVIII ст. з м. Рим (Італія), на поч. XIX ст. уславилася чудесами зцілення від паралічу і поверненням зору;
- Борщівська чудотворна ікона Божої Матері — зберігається в соборі Божої Матері в м. Борщів, відома чудесами зцілення;
- Верещаківські чудотворні ікони Божої Матері — 3 ікони (освячені копії Білівської чудотворної ікони Божої Матері Взискання загиблих (оригінал — у церкві с. Білевські хутори Дубненського району Рівненської області), Свенської чудотворної ікони Божої Матері (під час холери XX ст. уберегла населений пункт, ориґінал — у м. Брянськ (РФ), Казанської чудотворної ікони Божої Матері (оригінал — у м. Казань (РФ), які зберігають у храмі Ікони Казанської Божої Матері у с. Верещаки Лановецького району;
- Вишнівецька чудотворна ікона Божої Матері — зберігається в церкві Вознесіння Господнього в смт Вишнівець Збаразького району;
- Чудотворна ікона Божої Матері (Всецариці) — зберігається в храмі св. Покрови м. Чортків, привезена з Афону (Греція);
- Городоцька чудотворна ікона Божої Матері — зберігається в парафіяльній церкві св. Михаїла в с. Городок Заліщицького району, грамотою від 05.08.1779 митрополит Л. Шептицький проголосив її чудотворною (дивне сяйво довкола попередило про плач ікони);
- Кременецька чудотворна ікона Божої Матері (Опечалена) — зберігається у Свято-Богоявленському жіночому монастирі в м. Кременець (див. Кременецькі монастирі);
- Ратищівська чудотворна ікона Божої Матері — зберігається в храмі Успіння Пресв. Богородиці в с. Ратищі Зборівського району;
- Решнівська чудотворна ікона Божої Матері («Радість сумуючих») — зберігається в парафіяльній церкві Преображення Господнього в с. Решнівка (населений пункт у народі називають «Малий Почаїв») Збаразького району, за два століття відомо близько 400 чудесних зцілень фізично- та душевнохворих;
- Савелівська чудотворна ікона Божої Матері — зберігається в парафіяльній церкві св. Івана Хрестителя в с. Савелівка Монастириського району;
- Божої Матері Улашківецькі чудотворні ікони — 2 ікони, які зберігають у монастирі оо. Василіян у с. Улашківці Чортківського району, відомі з часів татарських нападів, були у великій пошані від XVII ст.;
- Чернихівська чудотворна ікона Божої Матері — зберігається в парафіяльній церкві Пречистої Матері Божої в с. Чернихів Збаразького району, 1578 вона оздоровила власника Чернихова — Франца Коритовського;
- Чортківська чудотворна ікона Божої Матері (копія) — зберігається в костьолі оо. Домініканців, ориґінал — у Польщі;
- Шумська чудотворна ікона Божої Матері — зберігається в храмі святої Трійці в м. Шумськ;
- Язловецька чудотворна ікона Божої Матері — зберігається в жіночому монастирі Непорочного зачаття Пресвятої Діви Марії в с. Язловець Бучацького району.